# Berserker (album d'Amon Amarth)
Pour les articles homonymes, voir Berserker.
Albums de Amon Amarth
Jomsviking
(2016)
Berserker est le onzième album studio du groupe de death metal mélodique suédois Amon Amarth, sorti le 3 mai 2019 sous le label Metal Blade Records.

## Liste des titres
| 1.    | Fafner's Gold                        | 5:00 |
| 2.    | Crack the Sky                        | 3:49 |
| 3.    | Mjölner, Hammer of Thor              | 4:42 |
| 4.    | Shield Wall                          | 3:46 |
| 5.    | Valkyria                             | 4:43 |
| 6.    | Raven's Flight                       | 5:20 |
| 7.    | Ironside                             | 4:30 |
| 8.    | The Berserker at Stamford Bridge     | 5:13 |
| 9.    | When Once Again We Can Set Our Sails | 4:24 |
| 10.   | Skoll and Hati                       | 4:27 |
| 11.   | Wings of Eagles                      | 4:03 |
| 12.   | Into the Dark                        | 6:48 |
| 56:45 |                                      |      |

## Crédits
- Johan Hegg − chant
- Olavi Mikkonen − guitare
- Johan Söderberg − guitare rythmique
- Ted Lundström − basse
- Jocke Wallgren − batterie
- Jay Ruston − production